# Schönberg (Ebringen)
Der Schönberg (historisch Schinberg) am südlichen Stadtrand von Freiburg im Breisgau ist der 644,2 m ü. NHN hohe Hausberg der Gemeinde Ebringen.

## Gemeindezugehörigkeit
Außer Ebringen, zu dem der Gipfel gehört, liegt der Berg auf den Gemarkungen von Schallstadt, Merzhausen, Au, Wittnau, Sölden sowie des Freiburger Stadtteils Sankt Georgen.

## Geologie
Der Schönberg bildet neben Schwarzwald und Rheinebene die dritte landschaftliche Einheit in der „Vorbergzone“ des Freiburger Raumes; im Osten ist er vom Schwarzwald durch das Hexental getrennt, außerdem im Süden von der Staufener und im Norden von der Freiburger Bucht begrenzt, im Westen erstreckt sich die Rheinebene. Das damit umschlossene Gebiet hat von Nordost nach Südwest eine Länge von ungefähr 8 km und eine Breite von etwa 4 km. Der Schönberg ist der höchste Berg im Markgräfler Hügelland, dem er angehört.

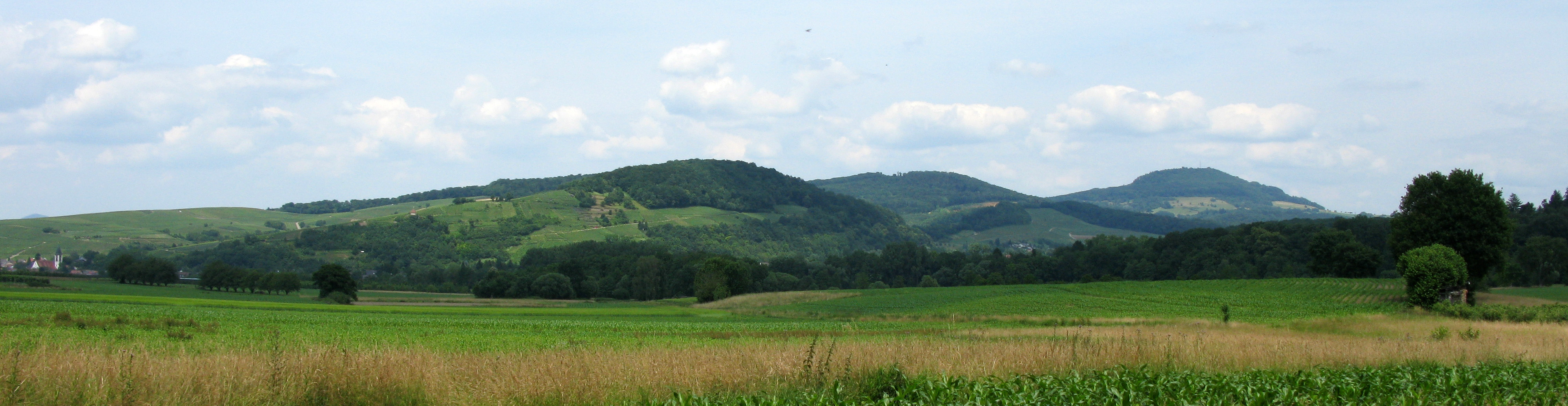
Schönbergmassiv von Südosten

Zusammen mit dem 493,6 m ü. NHN hohen Hohfirst im Süden und dem 416,4 m ü. NHN hohen Ölberg als südlichstem Ausläufer bildet der Berg das Schönbergmassiv, ein Vorgebirge des Schwarzwalds, das bereits in der Bruchzone des Oberrheingrabens liegt. Die geologischen Oberflächenformationen umfassen aufgrund zahlreicher Verwerfungen und Grabenbrüche Gesteine aus dem Erdmittelalter, hauptsächlich der Trias und des Juras. Aus dem Paläogen stammen Konglomerate und vulkanische Schichten. Dazu zählen ein kleiner Tuffschlot am Südhang bei der Berghauser Kapelle und ein größerer Schlot am Nordhang beim Schönberger Hof. Entlang des Südosthanges westlich der ehemaligen Tongrube befindet sich ein über 100 Meter langer Basaltgang.
Die unteren Lagen am Westhang sind außerdem von mächtigen Lössschichten bedeckt. Der Osthang des Schönbergs fällt steil zum Hexental ab. Am Fuß des Osthangs zeugt u. a. der Wittnauer Kapuzinerbuck von großen Hangrutschungen.

## Bergbau

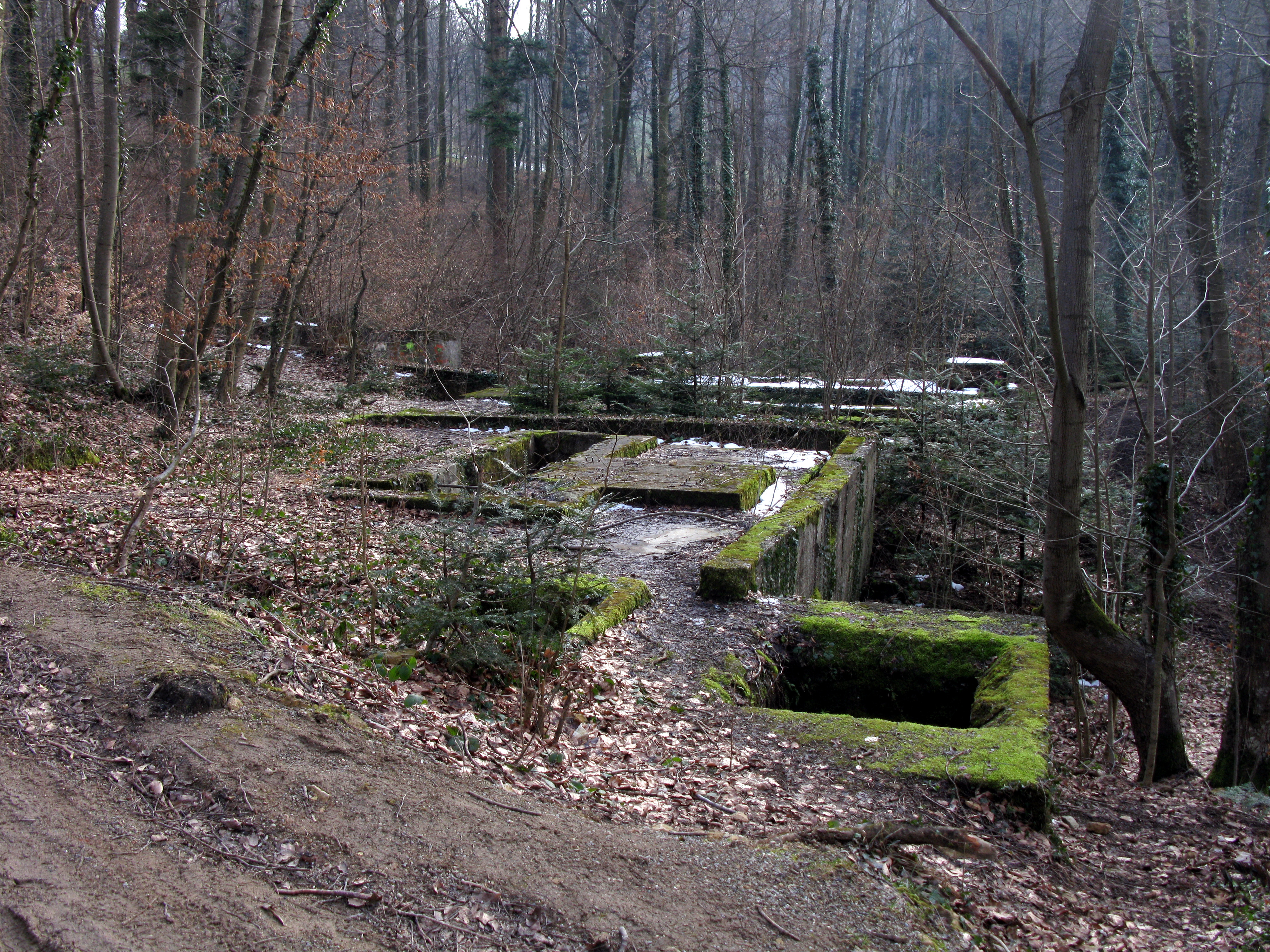
Fundamente beim ehemaligen Mösleschacht am Schönberg in Freiburg-St. Georgen

Aufgrund des ab 1935 im Zuge des Autarkiestrebens des Dritten Reiches durchgeführten Eisenerzabbaus am Schönberg sind auch tiefere Schichten des Berges durch zahlreiche Bohrungen gut erforscht. In unmittelbarer Nähe des Ortskerns von Ebringen wurden beispielsweise zwei Bohrtürme rund um die Uhr betrieben, bei denen Wasser als Bohrspülung genutzt wurde, das über zwei Dieselmotoren aus dem Dorfbach bezogen wurde.
Der Bergbau erfolgte im Wesentlichen aus zwei Feldern; dem vom Freiburger Stadtteil Sankt Georgen aus abgebauten Nordfeld und in geringerem Maße aus dem auf Ebringer Gemarkung liegenden Südfeld. Die Erze des Südfeldes wurden mit einer Seilbahn zur Verladestelle in Sankt Georgen transportiert. Daneben existierte noch ein kleines Abbaufeld am Steinberg bei Bollschweil (Kuckucksbad), wo der Abbau aber bereits 1939 eingestellt wurde. Das Eisenerz war mit 20–30 % Eisengehalt nicht unbedingt förderungswürdig, so dass der Bergbau 1942, als aufgrund des Kriegsverlaufs die wesentlich eisenhaltigeren Erze aus Frankreich (Lothringen) und Schweden zur Verfügung standen, bereits wieder eingestellt wurde. Der Hauptgrund der Einstellung dürfte jedoch im beginnenden großtechnischen Einsatz des Paschke-Peetz-Prozesses zur Verhüttung saurer Eisenerze liegen, der die stark kalkhaltigen Erze unter anderem des Schönbergs als Zuschlag unnötig werden ließ.

## Etymologie
Der standarddeutsche Name des Berges – „Schönberg“ – löste zwischen 1700 und 1900 nach und nach die alemannische bzw. mittelhochdeutsche Bezeichnung „Schinberg“ bzw. „Schimberg“ im Amtsgebrauch ab. Es handelt sich dabei um eine etymologisch falsche Transkription der Dialektbezeichnung.
Der Wortteil „schin“ leitet sich entweder von mhd. „schin“ = „scheinen, von weitem sichtbar“ oder aber vom mhd. scina/schine nach der abgeflachten Form des Berges ab und hat mit „schön“ nichts zu tun.

## Besiedelung

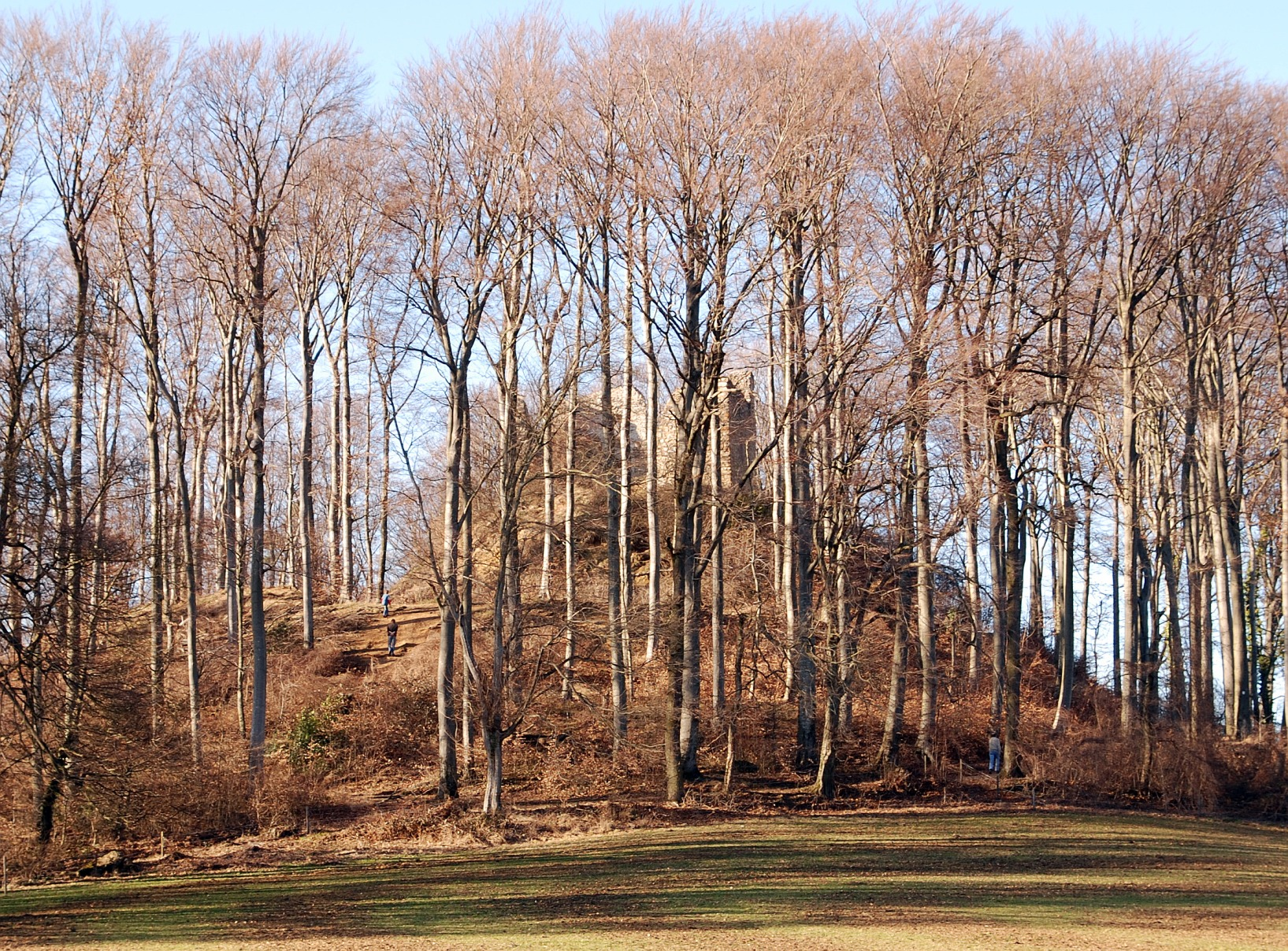
Bäume vor der Ruine Schneeburg auf dem Schönberg

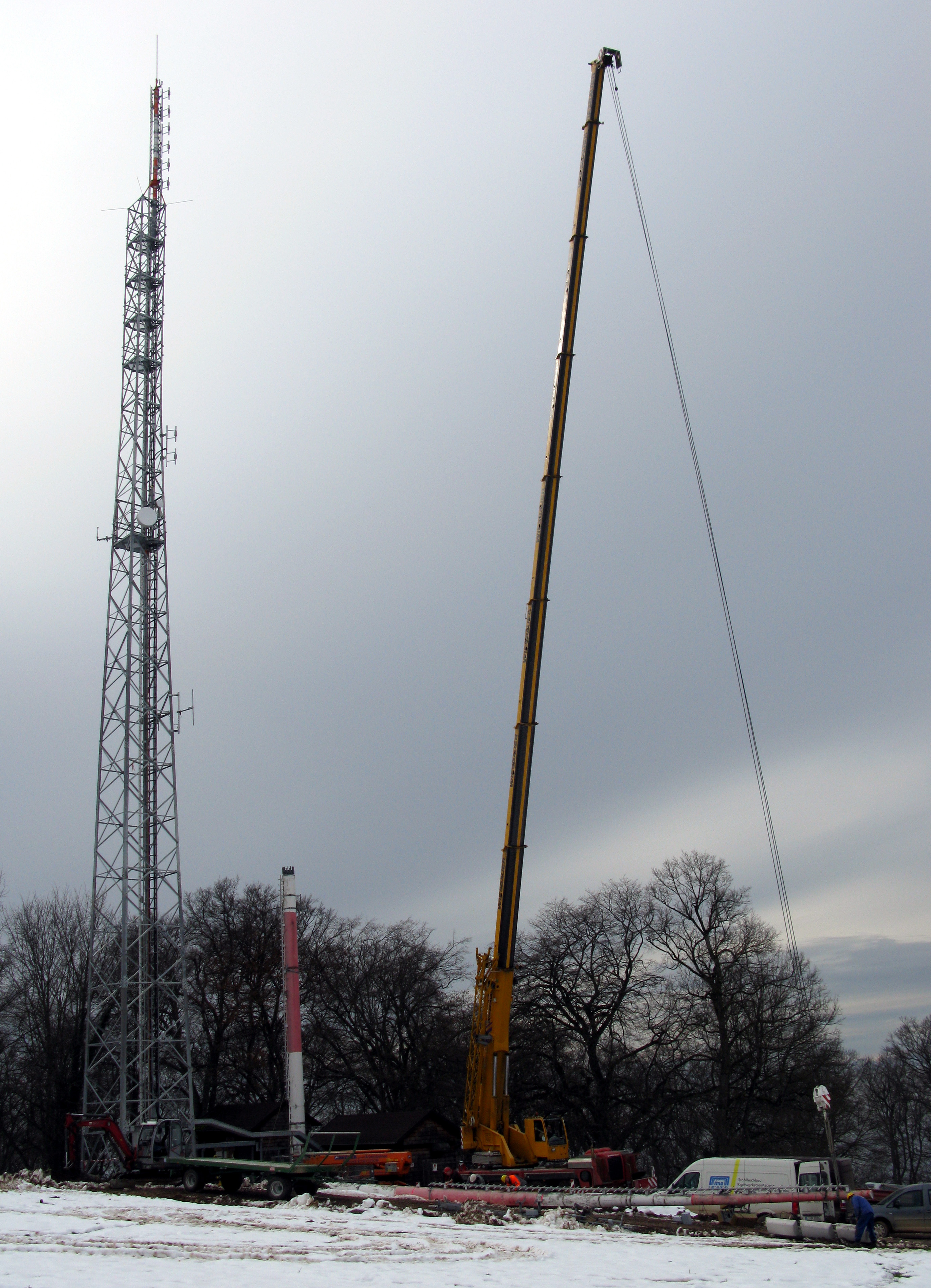
Metallgitter-Sendemast auf dem Gipfel bei Demontage des alten Betonmastes

Es kann davon ausgegangen werden, dass der Schönberg schon vor 160.000 Jahren regelmäßig von Menschen besucht wurde. Zwei Freilandfundstellen bei Bollschweil und Ehrenstetten sind über 100.000 Jahre alt. Es wurden Mammut-, Wildrind- und Wollnashorn-Knochen gefunden. Weiterhin wurden verschiedene Steinartefakte wie Faustkeile und Speerspitzen gefunden. Seit dieser Zeit ist der Schönberg vermutlich dauerhaft besiedelt.
Auf dem Gipfelplateau des Schönbergs befand sich eine jungsteinzeitliche Siedlung. Heute steht hier ein Sendemast des SWR. Dieser Stahlgittermast von 58 m Höhe wurde Ende 2012 neben dem niedrigeren alten Betonmast errichtet, der inzwischen abgerissen wurde. Südlich unterhalb des Gipfels liegt der Obere Schönberger Hof, ein landwirtschaftlicher Betrieb, westlich weiter unterhalb der Untere Schönberger Hof, ein Ausflugslokal mit Blick auf Freiburg im Breisgau. Auf dem westlichen Nebengipfel des Berges befindet sich die Ruine Schneeburg.
An der Nordseite befindet sich auf der Gemarkung Merzhausens das Jesuitenschloss.

## Historische Ereignisse
Am 3. August 1644 war der Westhang des Schönbergs (Gewann Bohl) Schauplatz des ersten Tages der Schlacht bei Freiburg im Dreißigjährigen Krieg zwischen Bayern und Franzosen, die am 5. und 9. August am Lorettoberg gegenüber dem Osthang des Schönbergs ihre Fortsetzung fand. Frankreich versuchte dabei, das nach mehrwöchiger Belagerung vom mit ihm verbündeten Weimar am 27. Juli an kaiserlich-bayerische Truppen gefallene Freiburg wieder unter Kontrolle zu bringen. Zwar konnte am 3. August das Bohl am westlichen Schönberg unter großen Verlusten der Angreifer genommen werden, doch konnten sich die Bayern über den Schönberg relativ unbemerkt in Auffangstellungen am Lorettoberg zurückziehen und diesen (und damit auch Freiburg) erfolgreich gegen die Franzosen behaupten.
Frankreich musste bei der Schlacht um Freiburg am Ebringer Bohl mit alleine ca. 1100 gefallenen Soldaten gegenüber 300 Verlusten der Bayern seine verlustreichste Niederlage des ganzen Krieges hinnehmen (insgesamt ca. 6000 Mann Verluste bei den Franzosen und deutlich unter 1000 bei den Bayern). Die Freiburger Vorstädte wurden durch die Kampfhandlungen zerstört und die Dörfer um den Schönberg geplündert und ebenfalls stark in Mitleidenschaft gezogen.
Auf dem Schönberg oberhalb Leutersbergs und Ebringens erinnert das Schlachtenkreuz an die Schlacht am 3. August. Es steht an Stelle des Beinhauses, wo man erst 30 Jahre nach der Schlacht die auf dem ganzen Berg verstreut liegenden Gebeine der Gefallenen bestattete, Das Massengrab entwickelte sich – nicht zur Freude der Kirche – zu einem Wallfahrtsort der katholischen Bevölkerung der Region und es wurden offenbar auch immer wieder Knochen als Reliquien entwendet. Da die Kirche die Wallfahrten nicht unterbinden konnte, wurden die noch verbliebenen Gebeine der Gefallenen auf Veranlassung von Ildefons von Arx schließlich 1791 abtransportiert, wodurch in den folgenden Jahrzehnten die Verehrung langsam zum Erliegen kam.

## Flora

### Wald

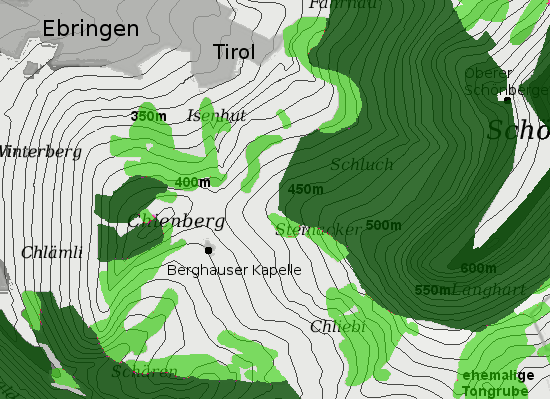
Zunahme der Bewaldung auf der Bergmatte des Schönbergs im 20. Jahrhundert. Dunkelgrün: Waldbestand um 1900; hellgrün: Zuwachs an Wald und verwaldende Wiesen bis 2000. Die Karte stellt ein Gebiet von ca. 2,0 km auf 1,5 km dar.

Die höheren Teile des Schönberges werden mangels anderweitiger landwirtschaftlicher Nutzbarkeit entweder forstwirtschaftlich oder als Weideflächen genutzt. Von den etwa 24 km² Fläche des Schönbergmassivs sind rund 9,4 km² waldbestanden, davon 3,4 km² auf dem eigentlichen Schönberg. Vorherrschende Baumart in den Laubmischwäldern ist die Rotbuche, jedoch gibt es aufgrund der vielen unterschiedlichen Böden und lokalklimatischen Bedingungen viele unterschiedliche Waldgemeinschaften und auch Monokulturen.
Auf feuchtem, tiefgründigem Boden wachsen vornehmlich Buchen und Weißtannen, die einen dichten Kronenschluss bilden. Dadurch fehlen Sträucher weitgehend und es wachsen fast ausschließlich schattenfeste Krautarten wie das Hexenkraut, der Aronstab und der Waldmeister. Der größere Teil des Waldes steht auf trockenerem, nährstoffärmerem Boden. Hier findet man auch die Trauben-Eiche, Feld-Ahorn und Mehlbeere, sowie als ortsfremden Nadelbaum die Wald-Kiefer. Als Kräuter wachsen hier der Fieder-Zahnwurz und das Wald-Bingelkraut sowie viele Seggenarten und viele Orchideenarten wie Nestwurz, Rotes Waldvöglein und Weißes Waldvöglein. Bei den Pilzen sind die Vorkommen zahlreicher seltener Röhrlinge und Schleierlinge bemerkenswert; der Schönberg ist der einzige bekannte deutsche Fundort des Wolfs-Röhrlings. Darüber hinaus finden sich vereinzelte Eichen-Hainbuchenwälder und Eichenwälder. An feucht-nassen Standorten, also in Quellgebieten und entlang der Bachläufe, findet man auch Erlen-Eschen-Gemeinschaften.
Es ist davon auszugehen, dass in früheren Jahrhunderten, als auch die Wälder noch als Weiden genutzt wurden, der Übergang zwischen Wald und Wiesen weniger deutlich ausgefallen sein mag als heute. Davon zeugt die auffällig häufig vorkommende Stechpalme, die nicht abgeweidet wurde und so einen Selektionsvorteil erhielt. Insgesamt ist der Wald seit Mitte des zwanzigsten Jahrhunderts auf dem Vormarsch und es bedarf ständiger Pflege, eine weitere Verwaldung der Wiesenränder aufzuhalten. In einer Diplomarbeit wurde nachgewiesen, dass die Anlieger zu Beginn des 18. Jhdt. auf den heute baumbestandenen oberen und unteren Plateaus Ackerbau betrieben.

### Weinbau
An den West- und Südhängen, vereinzelt auch an den Südostlagen, wird Weinbau betrieben. In diesen Lagen findet man eine Reihe kurzlebiger Pflanzenarten, die sogenannten Annuellen. Sie können pro Jahr drei bis vier Generationen bilden und so auch häufigere Unkrautbekämpfung als Art überstehen. Zu den wohl bekanntesten Arten zählen die Vogelmiere, Taubnesseln und der Persische Ehrenpreis.
Des Weiteren findet man zwischen den Rebreihen Zwiebelpflanzen, sogenannte Geophyten, die die Zeit intensiver Bewirtschaftung des Weinberges im Boden ruhend überstehen. Sie sind meist mediterraner Herkunft. Hier wäre vor allem die häufige Traubenhyazinthe zu erwähnen und der, dieser Pflanzengesellschaft namensgebende, Weinberglauch. Seltener sind der Acker-Gelbstern und die nur lokal erscheinende Wilde Tulpe. Seit Ende der 1970er-Jahre weicht diese Flora jedoch einem durch die Mulchwirtschaft begünstigten, dichten Rasenfilz.

### Wiesen
Zwischen Rebhängen und den bewaldeten Höhenlagen wird das Landschaftsbild von Streuobstwiesen, reinem Grasland sowie kleineren Heckenabschnitten mit regional typischer Flora geprägt.

#### Glatthaferwiese
Am Schönberg ist die landschaftsprägende Wiese die sogenannte Glatthaferwiese. Bei zweimal jährlichem Schnitt und mäßiger Düngung ist sie artenreich und mit vielen bunten Blütenpflanzen durchsetzt. Häufigerer Schnitt und kräftigere Düngung in den letzten Jahrzehnten steigerten zwar den Ertrag, machten die Gesellschaft aber artenärmer.
Häufigste Pflanzengruppe und wirtschaftlich bedeutendster Teil dieser Wiese sind die Süßgräser. Dazu zählen am Schönberg: Der Gewöhnliche Glatthafer, das Gewöhnliche Knäuelgras, der Wiesen-Goldhafer, das Wollige Honiggras, der Rot-Schwingel und das Kammgras – um nur einige zu nennen. Eine artenreiche Glatthaferwiese kann bis zu 20 Süßgrasarten aufweisen.
Wirtschaftlich bedeutsam sind außerdem die Schmetterlingsblütler, die wegen ihrer guten Stickstofffixierung besonders proteinreich sind.
Als Blütenpflanzen und somit leicht erkennbare Indikatorarten für diesen Wiesentyp findet man am Schönberg u. a. den Scharfen Hahnenfuß, die Ackerwitwenblume, das Weiße Labkraut und den Wiesen-Pippau.
In den höheren Wiesenlagen findet man zunehmend sogenannte Wechselfrischezeiger wie die Herbstzeitlose oder die Wiesensilge und Trockenheitszeiger wie Wiesensalbei und Esparsette.
An einigen Stellen hat sich durch den Tourismus, Nutzung als französisches Manövergelände, aber auch missbräuchliche Nutzung als Motocross-Übungsgelände der Boden massiv verdichtet. Hier findet man hauptsächlich den Breitwegerich und das Deutsche Weidelgras, aber auch die beiden seltenen Arten Kleines Tausendgüldenkraut und Erdbeerklee.

#### Binsenwiesen
Die sehr feuchten Binsenwiesen sind durch Entwässerungsmaßnahmen und Geländeverfüllungen auf einen einzigen Standort im Quellgebiet des Eckbachs nahe der Wittnauer Tongrube zurückgegangen. Hier findet man noch Eschen, Schwarz-Erlen und einzelne Weiden sowie verschiedene Staudenarten wie Blutweiderich und Mädesüß. Die Spitzblütige Binse und die Sumpfdotterblume markieren die Randbereiche dieses schmalen Feuchtstreifens.

#### Halbtrocken- und Trockenwiesen
Ein kleiner Teil des Schönbergs wird auch von ertragsarmem Halbtrockenrasen bestanden. Er zeichnet sich durch hohe Artenvielfalt aus, darunter viele Orchideenarten. Circa 80 % aller in Deutschland heimischen Orchideenarten können auf dem Schönberg gefunden werden, die meisten davon im Bereich des Naturschutzgebietes Jennetal nördlich von Ebringen. Darunter der Ohnsporn, die Pyramiden-Hundswurz, die Bienen-Ragwurz, das Brand-Knabenkraut und die Bocks-Riemenzunge. Die Orchideen sind jedoch an keiner Stelle aspektbestimmend. Indikatorarten für diesen Trockenrasen am Schönberg sind der Wundklee, die Karthäuser-Nelke, das Sonnenröschen sowie die Zypressen-Wolfsmilch. Dort befindet sich auch der Sumsergarten, ein eingezäuntes Gebiet, das während der Blütezeiten von ehrenamtlichen Naturschutzwarten für die Öffentlichkeit geöffnet wird.

## Fauna
Aufgrund der Vielzahl der am Schönberg heimischen Tierarten sei hier nur eine Auflistung der auffälligsten, häufigsten oder am stärksten gefährdeten Tierarten gegeben.

### Säugetiere
- Reh
- Wildschwein
- Feldhase
- Rotfuchs
- Europäischer Dachs
- verschiedene Marder und Wieselarten
- Eichhörnchen
- mindestens acht Fledermaus-Arten, die allesamt in der Roten Liste als gefährdet bzw. stark gefährdet eingestuft werden.

### Vögel
Am Schönberg gibt es über 80 Brutvogelarten. Darunter einen der letzten Bestände der Zaunammer in Deutschland und die in Südwestdeutschland seltenen Wendehals, Pirol und Neuntöter. Wiedehopf, Orpheusspötter und Bienenfresser, eigentlich mediterrane Arten, finden hier eines ihrer nördlichsten Vorkommen.
Die Masse der Arten am Schönberg sind aber Meisen, Rabenvögel und Finken. Außerdem gibt es sechs Arten von Spechten und mehrere Greifvögel, unter denen der Baumfalke und der Wespenbussard wegen ihrer Seltenheit hervorzuheben sind. Die dominantesten Greifvögel sind jedoch der Mäusebussard über der Rotmilan. 2015 wurden am Fuß des Schönbergs ebenfalls erfolgreich brütende Waldohreulen beobachtet.

### Amphibien
- Gelbbauchunke
- Feuersalamander
- Erdkröte
- Grasfrosch
- Teichfrosch
- Bergmolch

### Reptilien
- Blindschleiche
- Zauneidechse
- Ringelnatter
- Schlingnatter

### Weichtiere
Auf den kalkhaltigen Böden des Schönbergs findet man bis zu 50 Schneckenarten, darunter die auffällige, 10–15 cm große Große Wegschnecke, die Wald-Wegschnecke und die bei Gärtnern unbeliebte Garten-Wegschnecke. Die größte Schnecke am Schönberg ist mit bis zu 25 cm lange Schwarze Schnegel.
Die größte Gehäuseschnecke unserer Breiten, die Weinbergschnecke, kann ebenfalls gefunden werden.

### Spinnentiere
Die genaue Anzahl der Spinnentierarten am Schönberg ist nicht bekannt. Es gibt viele Webspinnenarten, Weberknechte und Milben, sowie einige Pseudoskorpione. Die auffälligste Webspinnenart ist sicherlich die Wespenspinne. Einfach zu erkennen sind auch die Netze der Trichterspinne.

### Insekten
Als Besonderheit der Insektenwelt des Schönbergs gilt das Vorkommen der Gottesanbeterin, die auch von Laien leicht erkannt werden kann. Der fallenstellende Ameisenlöwe ist ebenfalls ein interessantes Beobachtungsobjekt. Das laute Zirpen der Feldgrillen und Maulwurfsgrillen sorgt in lauen Sommernächten für mediterranes Flair und das Leuchten der Kleinen Leuchtkäfer ist immer wieder ein Erlebnis.

#### Schmetterlinge
Am Schönberg wurden über 60 verschiedene Schmetterlingsarten gesichtet. Viele davon sind nach der Roten Liste „gefährdete“ oder „stark gefährdete“ Arten. Zu den stark gefährdeten Arten zählen der Esparsetten-Bläuling, der Kurzschwänzige Bläuling, das Blaukernauge, der Weiße Waldportier und der Kleine Perlmuttfalter. Zu den häufigeren und auffälligeren Arten zählen der Schwalbenschwanz, das Sechsfleck-Widderchen, der Russische Bär und das Tagpfauenauge.

#### Käfer
Wie bei den Spinnentieren ist auch die Anzahl der Käferarten am Schönberg nicht bekannt, es kann aber davon ausgegangen werden, dass ein großer Teil der in Baden bekannten 4500 Käferarten auch am Schönberg gefunden werden können.
Interessant für Laien ist die Beobachtung des Bombardierkäfers.

## Weiterführende Informationen